# Ghiacciaio Tower
Il ghiacciaio Tower è un ghiacciaio situato sull'Isola di re Giorgio, la più vasta delle Isole Shetland Meridionali, a nord del termine della Penisola Antartica. Il ghiacciaio si trova in particolare nella parte occidentale della costa meridionale dell'isola, dove fluisce verso sud-est, lungo il versante sud-orientale del duomo Varsavia, circondato dai colli The Tower, a ovest, Bastion, a sud, e Brama, a nord.

## Storia
Il ghiacciaio Tower è stato mappato durante la spedizione francese in Antartide svoltasi dal 1908 al 1910 al comando di Jean-Baptiste Charcot, ed è stato così battezzato dai partecipanti a una spedizione polacca di ricerca antartica svoltasi nel 1980, in associazione con il vicino colle The Tower.